# بطولة العالم للألعاب المائية 2023 - 1500 متر سباحة حرة للرجال
أقيمت مسابقة 1500 متر سباحة حرة للرجال في بطولة العالم للألعاب المائية 2023 يومي 29 و 30 يوليو 2023.

## السجلات
قبل المسابقة، كانت الأرقام القياسية العالمية والبطولة على النحو التالي.
| الرقم القياسي العالمي | سون يونغ (الصين)               | 14:31.02 | لندن، إنجلترا  | 4 أغسطس 2022  |
| رقم البطولة القياسي   | جريجوريو بالترينييري (إيطاليا) | 14:32.80 | بودابست، المجر | 25 يونيو 2022 |

تم تعيين الأرقام القياسية الجديدة التالية خلال هذه المسابقة.
| تاريخ    | حدث     | اسم           | جنسية | وقت       | سِجِلّ                                                   |
| -------- | ------- | ------------- | ----- | --------- | ----------------------------------------------------- |
| 30 يوليو | النهائي | أحمد الحفناوي | تونس  | 14: 31.54 | رقم قياسي إفريقي (AF) رقم قياسي في ألعاب كومنولث (CR) |

## نتائج

### التصفيات
بدأت التصفيات في 29 يوليو الساعة 11:52.

### النهائي
بدأت المباراة النهائية في 30 يوليو الساعة 20:16.
| رتبة   | خط | اسم              | جنسية            | وقت        | ملحوظات                                               |
| ------ | -- | ---------------- | ---------------- | ---------- | ----------------------------------------------------- |
| الأول  | 3  | أحمد الحفناوي    | تونس             | 14: 31.54  | رقم قياسي إفريقي (AF) رقم قياسي في ألعاب كومنولث (CR) |
| الثاني | 4  | بوبي فينك        | الولايات المتحدة | 14: 31.59  | رقم قياسي أمريكي (AM)                                 |
| الثالث | 7  | صامويل شورت      | أستراليا         | 14: 37.28  |                                                       |
| 4      | 5  | دانيال ويفين     | جمهورية أيرلندا  | 14: 43 .01 |                                                       |
| 5      | 6  | لوكاس مارتينز    | ألمانيا          | 14: 44.51  |                                                       |
| 6      | 1  | كريستوف راسوفسكي | المجر            | 14: 51.46  |                                                       |
| 7      | 2  | ميخايلو رومانشوك | أوكرانيا         | 14: 53.21  |                                                       |
| 8      | 8  | ديفيد أوبري      | فرنسا            | 14: 56.63  |                                                       |